# Made in USA (album de Sonic Youth)
Pour les articles homonymes, voir Made in USA.
Albums de Sonic Youth
Washing Machine
(1995) SYR1: Anagrama
(1997)
Made in USA est un album du groupe Sonic Youth, enregistré en 1986 mais sorti en 1995 sur le label Rhino. Il s'agit en fait d'une bande-son que le groupe a composé pour le film du même nom (Made in USA), mais la musique n'a en réalité été que très peu utilisée dans le film. Le disque n'est aujourd'hui plus édité. Le morceau Secret Girl est aussi disponible sur l'album EVOL.

## Morceaux
| No  | Titre                   | Durée |
| --- | ----------------------- | ----- |
| 1.  | Mackin' for Doober      | 0:51  |
| 2.  | Full Chrome Logic       | 0:59  |
| 3.  | Secret Girl             | 2:54  |
| 4.  | Cork Mountain Incident  | 0:49  |
| 5.  | Moustache Riders        | 1:07  |
| 6.  | Tuck N dar              | 3:40  |
| 7.  | Moon in the Bathroom    | 2:29  |
| 8.  | Thought Bubbles         | 2:25  |
| 9.  | Rim Thrusters           | 1:59  |
| 10. | Lincoln's Gout          | 2:08  |
| 11. | Coughing Up Tweed       | 1:17  |
| 12. | Pre-Poured Wood         | 0:52  |
| 13. | Hairpiece Lullaby 1 & 2 | 2:08  |
| 14. | Pocketful of Sen-Sen    | 1:15  |
| 15. | Smoke Blisters 1 & 2    | 2:33  |
| 16. | The Velvet Plug         | 2:31  |
| 17. | Giggles                 | 0:53  |
| 18. | Tulip Fire 2            | 1:56  |
| 19. | The Dynamics of Bulbing | 1:17  |
| 20. | Smoke Blisters 3 & 4    | 3:20  |
| 21. | O.J.'s Glove or What ?  | 1:20  |
| 22. | Webb of Mudd 1, 2 & 3   | 2:51  |
| 23. | Bachelors in Fur!       | 1:00  |

## Composition du groupe
- Kim Gordon - Basse/Chant
- Thurston Moore - Guitare/Chant
- Lee Ranaldo - Guitare/Chant
- Steve Shelley - Batterie